# Golasangi, Basavana Bagevadi
Golasangi là một làng thuộc tehsil Basavana Bagevadi, huyện Bijapur, bang Karnataka, Ấn Độ.